# Beau Knapp
Beau Christian Knapp (17 de abril de 1989) es un actor estadounidense. Es conocido por sus papeles en The Signal (2014), Run All Night (2015), y Southpaw (2015). Knapp hizo el papel del villano principal en Death Wish (2018), la sexta entrega de la saga Death Wish.

## Carrera
En 2011, Knapp hizo su debut en el cine como Breen en la película de ciencia ficción Super 8. Hizo de Denny en la película de terror, No One Lives (2012).  En televisión, Knapp apareció en la octava temporada de la serie Bones.
Otros de sus papeles en televisión fueron el de Jonah Breck en la película de ciencia ficción The Signal (2014), Jackson en el drama You're Not You (2014), Kenan Boyle en la película policiaca Run All Night (2015) y Jon Jon en el drama Southpaw (2015).
En 2016, Knapp hizo del mejor amigo del personaje de Chris Pine en la película The Finest Hours. Entonces hizo del villano Blue Face en la película de misterio The Nice Guys, como del violento Crack en la película de guerra Billy Lynn's Long Halftime Walk.
Knapp apareció en la película de guerra, Sand Castle (2017), y coprotagonizó Seven Seconds (2018).
Knapp apareció como villano y junto a Bruce Willis, en Death Wish (2018). También hizo de antagonista en Measure of a Man.

## Filmografía

### Películas
| Año  | Título                                                   | Papel             | Notas         |
| ---- | -------------------------------------------------------- | ----------------- | ------------- |
| 2009 | The J.H. Gunn Project                                    | Luke              | Cortometraje  |
| 2011 | Super 8                                                  | Breen             |               |
| 2012 | No One Lives                                             | Denny             |               |
| 2012 | Wracked                                                  | David             | Cortometraje  |
| 2013 | The Sunshine Shop: The Lovaganza Convoy Proof of Concept | Johnny Rawtrickxs | Cortometraje  |
| 2014 | The Signal                                               | Jonah             |               |
| 2014 | The Lovaganza Convoy: The Screen Tests                   | Johnny Rawtrickxs | Cortometraje  |
| 2014 | The Hitchhiker                                           | Sailor            | Cortometraje  |
| 2014 | You're Not You                                           | Jackson           |               |
| 2014 | The Last Ones                                            | Mike              | Cortometraje  |
| 2015 | What Lola Wants                                          | Marlo             |               |
| 2015 | Run All Night                                            | Kenan Boyle       |               |
| 2015 | What Lola Wants                                          | Marlo             |               |
| 2015 | Southpaw                                                 | Jon Jon           |               |
| 2015 | The Gift                                                 | Detective Walker  |               |
| 2015 | Burned                                                   | Jason             | Cortometraje, |
| 2016 | The Finest Hours                                         | Mel Gouthro       |               |
| 2016 | Vincent N Roxxy                                          | Daryl             |               |
| 2016 | The Nice Guys                                            | Blueface          |               |
| 2016 | Billy Lynn's Long Halftime Walk                          | Crack             |               |
| 2017 | Sand Castle                                              | Sergeant Burton   |               |
| 2018 | Death Wish                                               | Knox              |               |
| 2018 | Measure of a Man                                         | Willie Rumson     |               |
| 2018 | Destroyer                                                | Jay               |               |
| 2019 | Crypto                                                   |                   |               |
| 2023 | The Bikeriders                                           | Wahoo             |               |

### Televisión
| Año  | Título        | Papel                 | Notas                       |
| ---- | ------------- | --------------------- | --------------------------- |
| 2013 | Bones         | Zane Reynolds         | 1 episodio                  |
| 2017 | Shots Fired   | Diputado Caleb Brooks | Protagonista - 9 Episodios  |
| 2018 | Seven Seconds | Peter Jablonski       | Protagonista - 10 Episodios |